# Розумний Ганс

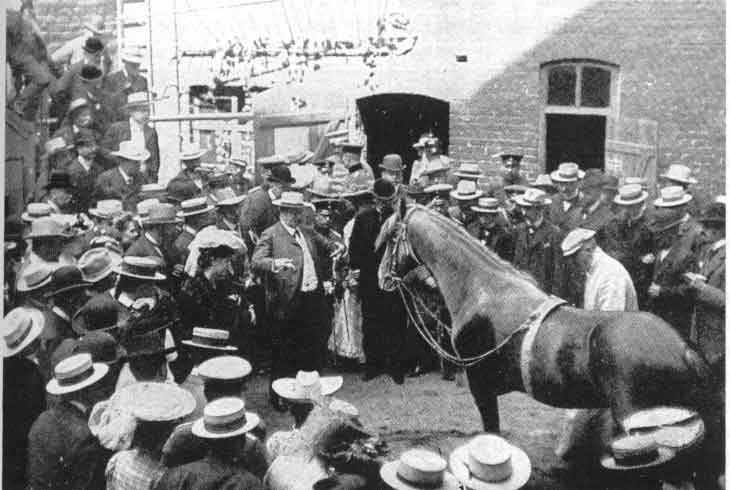
Розумний Ганс під час вуличної вистави.

Розумний Ганс (нім. Kluge Hans) — кінь породи орловський рисак(рос.), що жив в Німеччині на початку XX століття і що здобув популярність через те, що нібито володів високим інтелектом, міг здійснювати арифметичні операції і вирішувати інші математичні (і не тільки) завдання, даючи правильні відповіді на поставлені людьми питання. Вистави з його участю проводилися перед широкою публікою.
У результаті комплексного методологічного дослідження, проведеного в 1907 році німецьким психологом Оскаром Пфунгстом, було доведено, що кінь насправді не здійснює ніяких підрахунків, а дає правильні відповіді, спостерігаючи за «мовою тіла» і емоціями глядачів, в першу чергу — свого господаря і дресирувальника, який до останнього навіть не припускав наявності у коня такої здатності і щиро вірив, що його тварина розумна. Результати дослідження Пфунгста були прийняті науковим співтовариством і використовуються в експериментах з інтелекту тварин і людей, щоб уникнути впливу експериментатора на випробуваного. Заслуга Пфунгста — у відкритому ним ефекті, який названий «очікуваний ефект експериментатора», або «ефект експериментатора», також відомим як «Ефект Розумного Ганса».

## Ефект Розумного Ганса

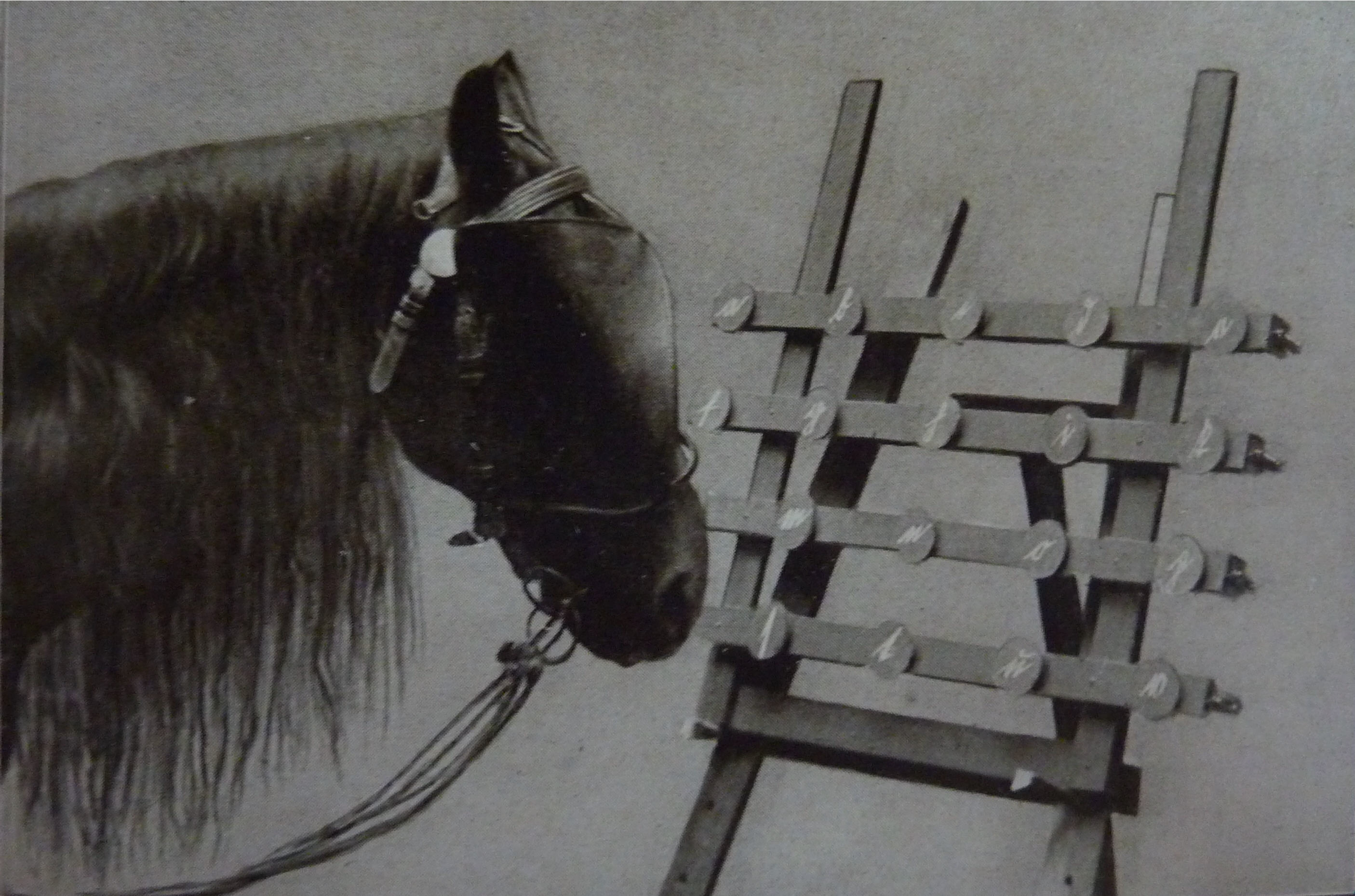
Ганс і друкарська машинка

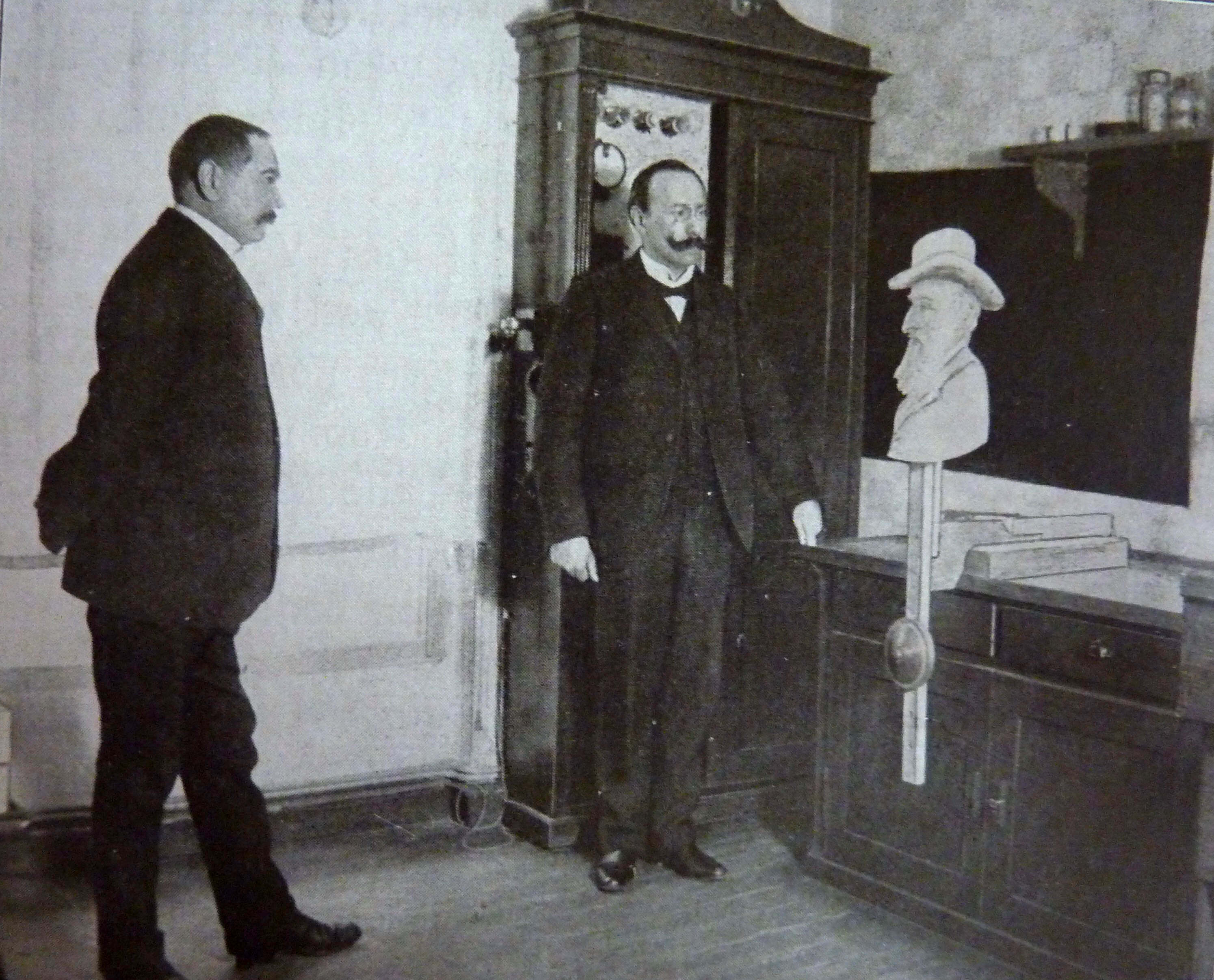
Експеримент Пфунгста з вивчення мимовільних рухів тіла при відповіді на запитання.

Незважаючи на формальне «викриття» , Пфунгсту насправді вдалося зробити відкриття в психології тварин і людей, що отримало назву «Ефект Розумного Ганса». Після всіх проведених ним досліджень, в яких він був в ролі того, хто задає Гансу питання, так і потім сам «у ролі коня», і виділивши згодом характерні ознаки правильної відповіді у вигляді сигналів жестів, міміки і т. д., він зробив висновок про те, що людина, задаючи питання і знаючи на нього правильну відповідь, буде мимоволі подавати ці сигнали тому, хто відповідає — незалежно від того, хоче вона того чи ні, різниця може бути лише в ступені прояву цих сигналів в поведінці: їх можна заглушити, зробивши майже непомітними, але придушити повністю не можна.
Визнання істинності цієї теорії суттєво змінило процес організації різних експериментів з вивчення поведінки тварин і навіть людей. Зокрема, з того часу фахівці, які вивчають порівняльну психологію тварин, як правило, розміщують піддослідних тварин в повністю ізольований простір, щоб виключити візуальний контакт з ними. З іншого боку, в цілому ряді випадків тварина може не дати правильної відповіді або не виявити які-небудь цікаві властивості своєї поведінки якраз через неможливість бачити хто питає і пов'язаних з цим різних негативних реакцій; крім того, деякі тварини можуть демонструвати свої здібності тільки у разі попереднього тривалого формування соціальної комунікації з конкретною людиною, необхідності побудувати з нею якісь «соціальні» відносини. Цієї точки зору дотримувалися Ірен Пепперберг у своїх експериментах з навчання мові папуги по імені Алекс та Аллен і Беатрікс Гарднери у спробах навчання шимпанзе Уошо мови глухонімих. Таким чином, для досягнення загального визнання і схвалення з боку вчених експерименти з вивчення інтелекту тварин слід проводити в таких умовах, в яких ризик від можливого ефекту Розумного Ганса був би зведений до мінімуму, бо випадки, коли ізоляція тварини від дресирувальника призводить до емоцій, що перешкоджає прояву справжніх здібностей, не такі вже й рідкісні. Свого роду компромісом в цьому випадку може бути ситуація, коли задає питання людина, яка не знає на нього правильної відповіді.
«Ефект Розумного Ганса» також спостерігався у собак-шукачів, що спеціалізуються на виявленні наркотиків, під час досліджень в американському університеті Девіса в Каліфорнії. Ці дослідження показали, що собаки при пошуку здатні сприймати ті чи інші емоції своїх дресирувальників, що може у результаті призвести до помилкових результатів пошукової процедури.
В даний час «ефект Розумного Ганса» застосовується в психологічних експериментах не тільки з тваринами, але і з людьми: в області сприйняття, пізнавальної та соціальної психології. Щоб уникнути його, застосовується так званий сліпий метод, коли запитувач не володіє інформацією про предмет питання, і, таким чином, вплив даного ефекту зводиться до нуля. Інший спосіб уникнути при тестуваннях «ефекту Розумного Ганса» — заміна запитувача комп'ютером, який, природно, не може мати будь-яких емоцій і лише дає стандартизовану інформацію питання і фіксує відповіді.

## Цікаві факти
- Німецький офіцер Третього Рейху (а згодом - генерал-фельдмаршал) Гюнтер фон Клюге, учасник змови 20 липня 1944 проти Гітлера, носив прізвисько «Розумний Ганс» в честь цього коня.